# Eurydyka (córka Lakedajmona)
Eurydyka (także Eurydike; gr. Εὐρυδίκη Eurydíkē, łac. Eurydice) – w mitologii greckiej królewna spartańska.
Uchodziła za córkę króla Lakedajmona i najady Sparty. Była żoną Akrizjosa i matką Danae.